# Bernhard Ignaz von Martinitz

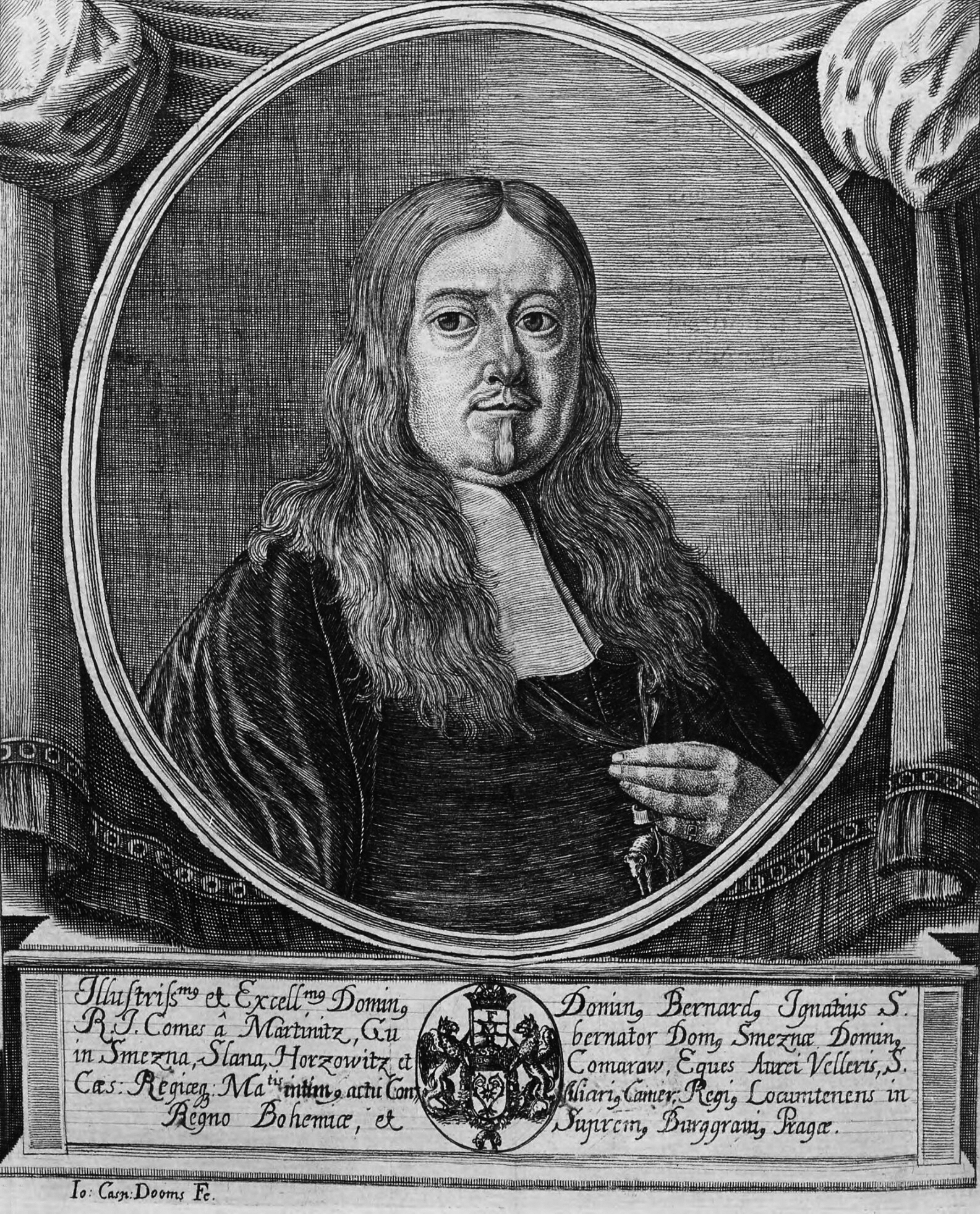
Bernhard Ignaz von Martinitz (1603–1685)

Bernhard Ignaz von Martinitz (* 20. August 1603 in Prag; † 17. Januar 1685 ebenda) war Oberstburggraf in Prag und Statthalter in Böhmen. Er war ein Vertreter des Absolutismus und gegen das ständische Autonomiestreben, was ihn in Gegensatz zu Leuten wie Bohuslav Balbín brachte.

## Herkunft
Seine Eltern waren Jaroslav Borsita von Martinic und dessen erste Ehefrau, die Gräfin Maria Eusebia von Sternberg (* 1584; † 3. April 1634). Sein älterer Bruder Georg Adam Borsita von Martinitz wurde böhmischer Kanzler.

## Leben
Bernhard Ignaz studierte zunächst Philosophie in Passau, die Theologie in Graz (1632) und Philosophie in Siena (1635), wo er überall öffentliche Disputationen hielt. Er wurde 1635/36 Kanoniker in Passau und studierte danach Jura in Ingolstadt.
Statt der ursprünglich angestrebten geistlichen Laufbahn ging Martinitz in die öffentliche Verwaltung. Er wurde königlicher Rat und Kämmerer. Am 26. April 1638 wurde er zum Appellationsrat, 1642 zum Mitglied der Universitätskommission und 1643 zum Appellations-Präsidenten ernannt. Anschließend war er von 1644 bis 1648 Oberstlandrichter, dann von 1648 bis 1650 Oberstlandkämmerer und 1650 noch kurz Oberstlandhofmeister. Bereits 1651 wurde er zum Prager Oberstburggraf ernannt und war bis zu seinem Tod 1685 königlicher Statthalter. Bereits 1657 hatte er den Orden vom Goldenen Vlies erhalten.
Schon zu seiner Zeit galt die Frömmigkeit von Martinitz als übertrieben. Er machte bedeutende Stiftungen: am 2. Juni 1648 das Franziskanerkloster in Hořowitz und im Jahr 1655 das Franziskanerkloster in Schlan. Außerdem ließ er in Schlan eine Loretokapelle erbauen sowie 1658 das Piaristenkollegium mit der Kirche Maria Vermählung, dazu 1664 eine heilige Grabkapelle nach dem Vorbild der Grabkapelle in Jerusalem mit einer Eremitenwohnung. Im Jahr 1674 vollendete er den von Odollan Pětipesky begonnenen Bau der Kirche von Ovčár; auch unterstützte er die Paulaner beim Bau ihres Klosters St. Salvator in der Altstadt von Prag.
Er holte den Orden der Theatiner nach Prag, für den er 1666 eine Kapelle in seinen Garten beim Strahovertor bauen ließ. Außerdem erneuerte die von Boleslaw II. errichtete Kapelle, diese befand sich an der Stelle, wo der Priester Prostivoj ermordet wurde, sie wurde aber bereits 1791 abgerissen.

## Rezeption
Seine Gelehrsamkeit, sein Mäzenatentum für die Wissenschaft sowie seine energische Förderung des Katholizismus brachten ihm zu Lebzeiten einen gewissen Ruhm. In einer ihm gewidmeten Rede wird er 1646 als „Imago amoris divini“ (= Bild der göttlichen Liebe) und „Protector Universitatis Carolinae“ (= Beschützer der Prager Karls-Universität) bezeichnet. Für viele seiner tschechischen Landsleute war Martinitz dagegen der Inbegriff eines ehrgeizigen Karrieristen. Seine prohabsburgische Haltung, vor allem in Hinblick auf die Erblichkeit des böhmischen Throns, brachte ihm den Vorwurf des Landesverrats ein. Besonders kritisiert wurde er vom Literaten und Historiker Bohuslav Balbín, der 1672 eine fiktive satirische Grabinschrift für Martinitz verfasste.

## Familie
Martinitz war zweimal verheiratet, zunächst mit Veronika Polyxena von Sternberg (* 1625; † 1659), Tochter von Adam von Sternberg († 11. Juni 1633). Das Paar hatte mehrere Kinder:
- Marie Elise († 17. November 1671) ⚭ 1657 Graf Johann Franz von Würben und Freudenthal (* 3. November 1643; † 22. August 1705),
- Theresia Franziska (* 1643; † 13. Juli 1706) ⚭ 1672 Graf Johann Franz von Würben und Freudenthal (* 3. November 1643; † 22. August 1705).

Nach dem Tod seiner ersten Frau heiratete er die Gräfin Susanna Polyxena von Dietrichstein († 20. Juni 1706). Die Ehe blieb kinderlos. Da er ohne männlichen Erben gestorben war, erbte sein Neffe Jaroslaw Bernhard von Martinitz (* 1647; † 12. August 1685) den Fideicommiss.